# Bandelia angulata
Bandelia angulata là một loài bướm đêm trong họ Noctuidae.